# Hypostomus piratatu
Hypostomus piratatu är en fiskart som beskrevs av Weber, 1986. Hypostomus piratatu ingår i släktet Hypostomus och familjen Loricariidae. Inga underarter finns listade i Catalogue of Life.